# ジョン・フィッシャー (ソールズベリー主教)

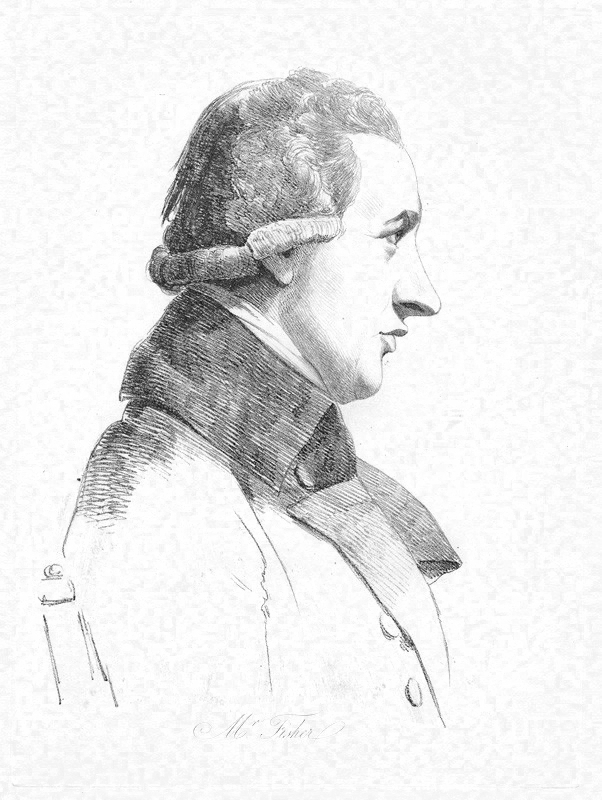
ウィリアム・ダニエルによるジョン・フィッシャーの肖像（1793年、エッチング）ロンドン・ナショナル・ポートレート・ギャラリー所蔵

ジョン・フィッシャー（John Fisher、1748年 - 1825年5月8日）は、19世紀のイングランド国教会の主教である。エクセター主教、ソールズベリー主教を歴任した。

## 生涯

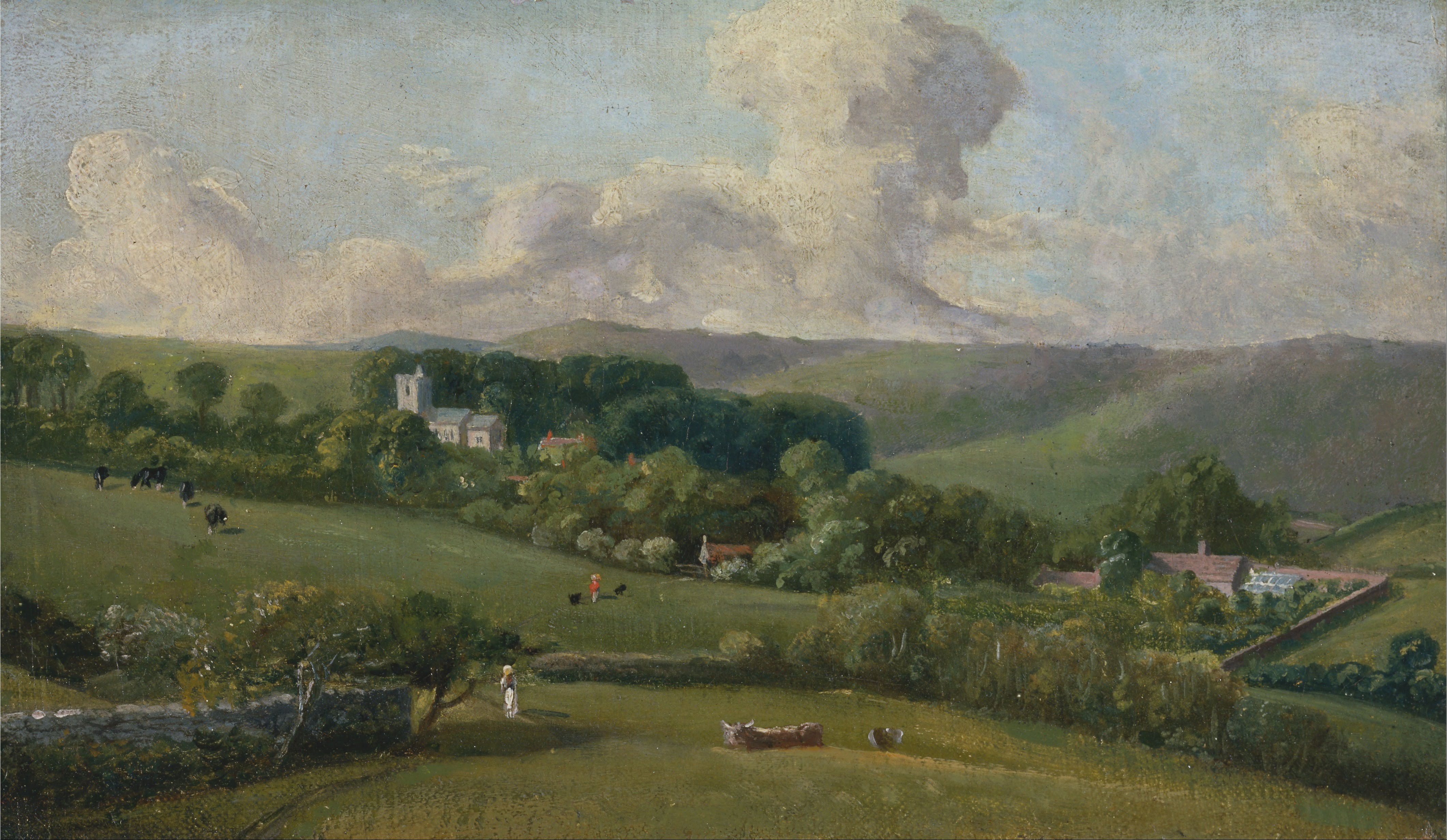
フィッシャーが描いたオスミントンの絵

ジョン・フィッシャーは、ワイト島のカルボーンの教区牧師ジョン・フィッシャーの長男として、ロンドンのハンプトンで生まれた。ピーターバラ、セント・ポールズ・スクール、ケンブリッジ大学ピーターハウスで教育を受けた。1770年に学士号、1773年に修士号を取得し、セント・ジョンズ・カレッジのフェローとなった。
1780年にケント公エドワード王子の教育係となり、1781年に国王ジョージ3世の国王付き副牧師(Deputy Clerk of the Closet)に任命され、1785年までその職に就いた。1786年にウィンザー城の聖ジョージ礼拝堂の律修司祭となり、1805年にプリンス・オブ・ウェールズ（後のジョージ4世）の一人娘シャーロット王女の教育係に任命された。また、ガーター勲章の騎士団長(Chancellor)も務めた。

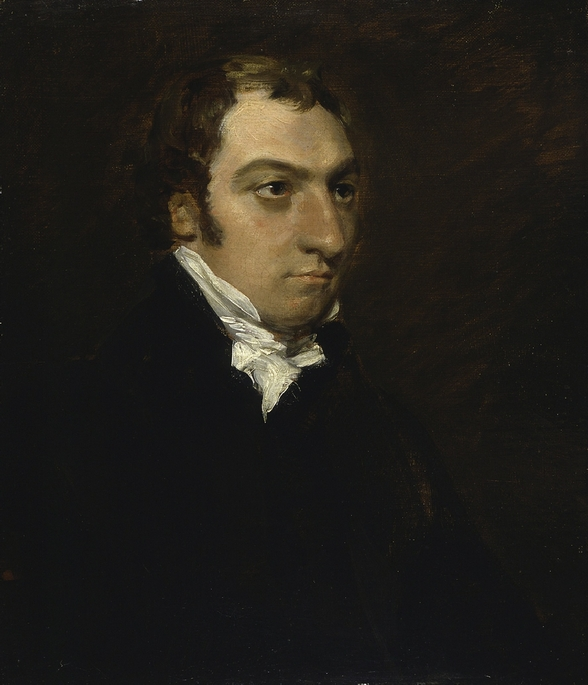
甥の司祭ジョン・フィッシャー。（ジョン・コンスタブルによる1816年の肖像画。フィッツウィリアム美術館所蔵。

1803年にエクセター主教、1807年にソールズベリー主教に任命され、1825年に亡くなるまでその地位にあった。ソールズベリー主教として、フィッシャーはガーター勲章の職権上の騎士団長も務めた。
また、画家ジョン・コンスタブルとの親交も深く、コンスタブルの結婚式の司式を務めたり、『主教の庭から見たソールズベリー大聖堂』の制作を依頼したりしている。その後、フィッシャーはコンスタブルの最大の後援者となり、親しい友人となった。フィッシャー自身、王室とのつながりから「王室のフィッシャー」(King's Fisher)と呼ばれることもあり、彼の後援はコンスタブルにとって貴重な財産となった。
その後、フィッシャーはコンスタブルを甥で同名の司祭ジョン・フィッシャーに紹介した。司祭のジョン・フィッシャーは、フィッシャーの弟でロンドンのチャーターハウス・スクールのマスターであるフィリップの息子だった。司祭のジョン・フィッシャー（後のバークシャー大司教）もまたコンスタブルの親友となり、もう一人の重要な支援者となった。コンスタブルは新婚旅行を司祭のジョン・フィッシャーの家（ドーセット州オスミントン）で過ごした。フィッシャー家とコンスタブルの関係の深さは、伝記作家のチャールズ・ロバート・レスリーがコンスタブルに関する伝記『ジョン・コンスタブルの生涯の回顧録』（1843年）の記述の多くをフィッシャー家とコンスタブルとの間の書簡に基づいているほどである。
フィッシャーの死後、コンスタブルはソールズベリー大聖堂の近くにあるフィッシャーの家に虹がかかっている絵を描いて彼を追悼した。フィッシャーの遺体は、ウィンザー城の聖ジョージ礼拝堂に埋葬されている。ソールズベリー大聖堂には、フィッシャーの葬儀記念碑がある。

## 家族
ジョン・フィッシャーは、サフォーク州ヨックスフォードのシブトン修道院に住むジョン・フレストンの娘のドロテア(Dorothea)（遺産相続の際に名前をスクリブナー(Scrivener)に変えた）と結婚した。ドロテアとの結婚により、サフォークにある領地から年間1700ポンドという多額の収入がもたらされた。
夫妻の間には3人の子供がいた。未婚のまま亡くなったエドワード、ジョン・フレデリック・パイクと結婚したドロテア、ウェールズのペンブロークシャー州ブラウンズレイドのジョン・ミアハウスと結婚したエリザベスである。

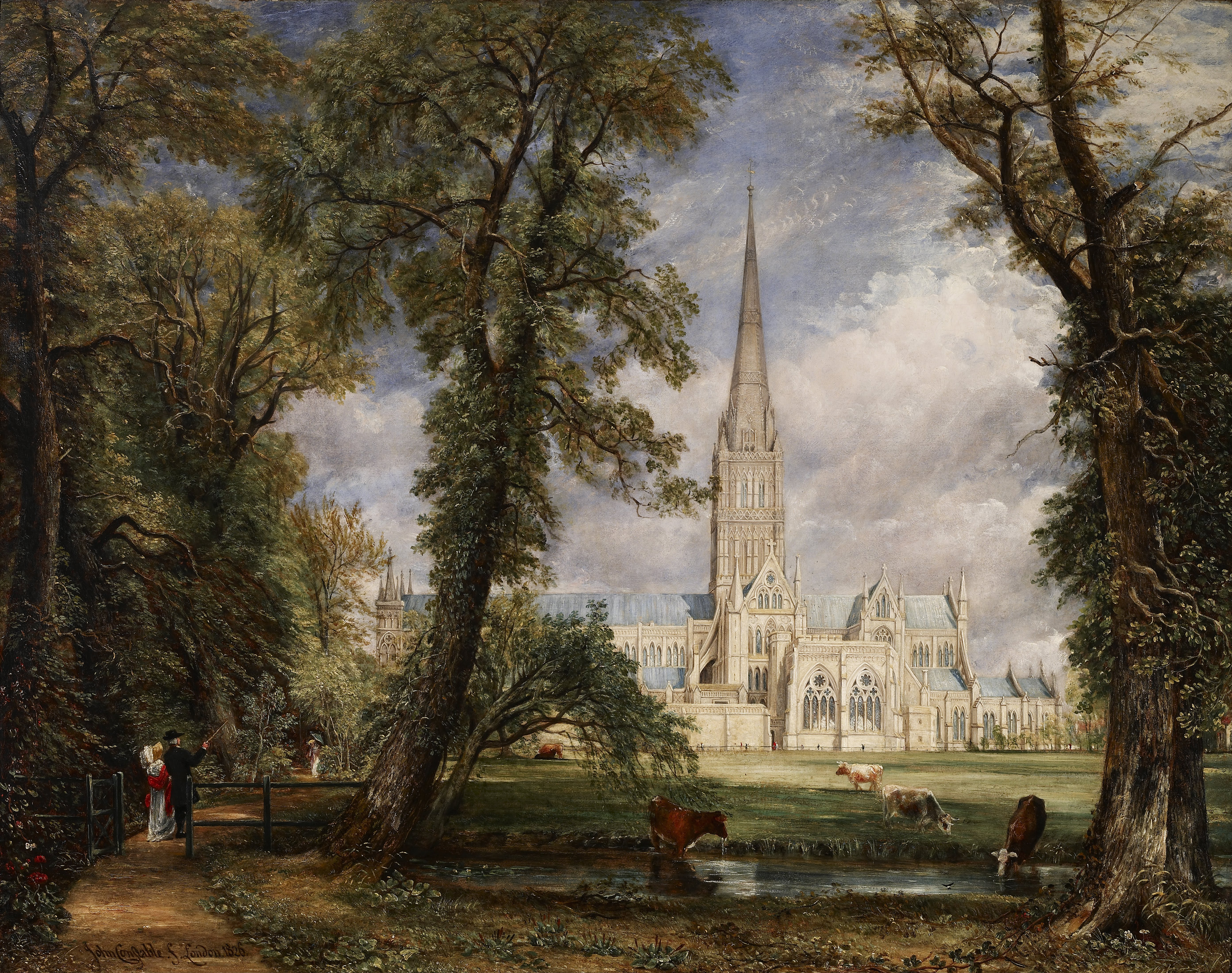
ジョン・コンスタブルの1825年頃の絵画『主教の庭から見たソールズベリー大聖堂』。左下に絵の注文主であるフィッシャーとその妻が描かれている。